# Josyne van Beethoven
Josyne van Beethoven (geb. als Francisca Van Vlasselaer ca. 1540 in Kampenhout; gest. ca. 13. September 1595 in Brüssel) wurde als Hexe angeklagt, gefoltert und auf dem Grote Markt auf dem Scheiterhaufen verbrannt.

## Leben
Josijne Francisca Van Vlasselaer wurde um 1540 in Kampenhout als Tochter von Jan Van Vlasselaer und Margaretha Bloems geboren. 
Um 1567 heiratete sie Aert van Beethoven in Kampenhout. Das Paar hatte vier Kinder, Mark (um 1568–1640), Anna (um 1570–vor 1641), Hendrik (um 1572–vor 1652), Lambrecht (um 1575). Sie war eine Vorfahrin von Ludwig van Beethoven.
Van Beethoven wurde am 5. August 1595 auf Anordnung von Meier Jan-Baptist van Spoelberch in Kampenhout wegen Verdachts auf Hexerei verhaftet und in Brüssel ins Gefängnis gebracht. Dorfbewohner hatten ihr vorgeworfen, einen Pakt mit dem Teufel geschlossen zu haben, da bei vier Gelegenheiten Pferde an Stellen, an denen sie vorbeigegangen war, tot umgefallen seien. Nach der Festnahme wurden weitere Anschuldigungen erhoben. Ihr wurde vorgeworfen, ein Pferd habe Blut uriniert und sei an Koliken gestorben, und eine Kuh hätte saure Milch gegeben. Sie bestritt zunächst alle Vorwürfe. Am 18. August 1595 wurde sie in ein strengeres Gefängnis nach Steenpoort verlegt. Unter der Folter auf der Streckbank gab sie schließlich erschöpft nach. Auf die Frage nach weiteren Hexen nannte sie ihre Nachbarin Anna Verstande. Van Beethoven wurde zum Tod durch Feuer sowie zur Einziehung ihres gesamten Vermögens zugunsten der Staatskasse und der Krone verurteilt. Am Vorabend der Hinrichtung versuchte sie sich das Leben zu nehmen, indem sie Tonscherben verschluckte. Sie wurde am 13. September 1595 öffentlich auf der Grand-Place in Brüssel verbrannt.
Ihr Mann, Aert van Beethoven, erwirkte vom Brüsseler Rekenhof, die Hälfte des beschlagnahmten Ehevermögens zu behalten. Er musste jedoch alle Kosten im Zusammenhang mit Josynes Verhaftung, Verhör, Folter und Verbrennung bezahlen.